# Глядки (Тернопольская область)
Глядки (укр. Глядки) — село в Тернопольской городской общине Тернопольского района Тернопольской области Украины.
До 2020 года входило в Зборовский район.
Код КОАТУУ — 6122689502. Население по переписи 2001 года составляло 272 человека.

## Географическое положение
Село Глядки находится на правом берегу реки Серет,
выше по течению на расстоянии в 1 км расположено село Чернихов,
на противоположном берегу — село Малашевцы.
На реке сделана большая запруда.

## История
- 1585 год — дата основания.

## Объекты социальной сферы
- Школа I ст.